# مدفعية صاروخية

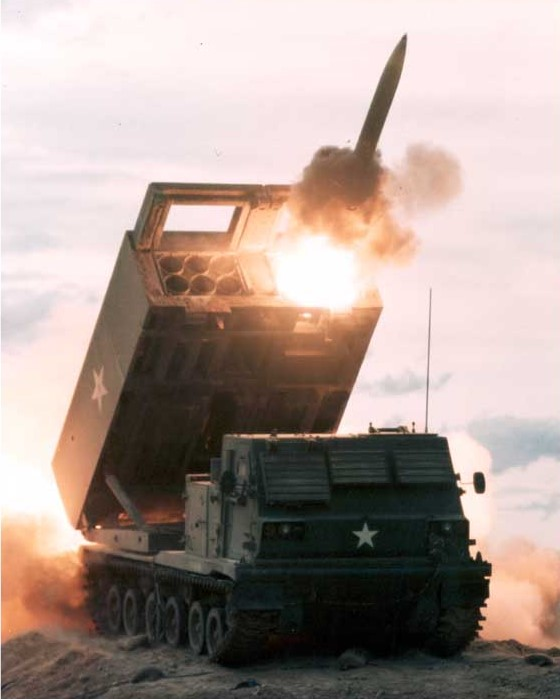
راجمة صواريخ أمريكية.

المدفعية صاروخية (بالإنجليزية: Rocket artillery)‏ هي نوع من المدفعية تُجهز بالصواريخ بدلاً من القذائف التقليدية سواء بالمدفعة أو الهاونات. أول من استخدم راجمات الصواريخ هم السوفييت في الحرب العالمية الثانية. تتميز راجمات الصواريخ بسرعة التنقل مقارنة مع المدفعية التقليدية كما أن مداها الصاروخي أبعد وقوتها التدميرية أكبر.
على الرغم من أن راجمة "أورغن ستالين" (بالإنجليزية: Stalin's Organ)‏ أو ما يصطلح عليه بالكاتيوشا والتي يصل مداها إلى 3 كيلومترات، سلاحا له قدرة تدميرية هائلة، إلا أنها وعموم راجمات الصواريخ تهدف إلى اشعال الحرب النفسية لدى العدو.